# Griselda Pollock
Griselda Pollock (ur. 11 marca 1949 w Związku Południowej Afryki) – brytyjska historyczka, krytyczka sztuki i feministka. Autorka ważnych prac analizujących sztuki wizualne w perspektywie teorii feministycznej. Profesor społecznej i krytycznej historii sztuki na Uniwersytecie w Leeds.

## Życiorys
Urodziła się w Związku Południowej Afryki, jako córka Alana Wintona Setona Pollocka i Kathleen Alexandry (z domu Sinclair). Dorastała w Kanadzie. W wieku kilkunastu lat przeniosła się do Wielkiej Brytanii. Studiowała historię nowożytną na Uniwersytecie Oksfordzkim (1967–1970) i historię sztuki europejskiej w Courtauld Institute of Art (1970–1972). W 1980 obroniła doktorat poświęcony sztuce Vincenta van Gogha. Na Uniwersytecie w Leeds wykłada od 1977. W 2001 została profesorem społecznej i krytycznej historii sztuki na tej uczelni. Otrzymała honorowy tytuł doktora na Courtauld Institute of Art w 2019. W tym samym roku Estońska Akademia Sztuk pięknych również przyznała jej honorowy tytuł doktora.  
W 2020 otrzymała Nagrodę Holberga za wyjątkowy wkład w feministyczną historię sztuki i analizę kulturoznawczą. 

## Publikacje
- Millet, London, Oresko Books, 1977
- wspólnie z Fredem Ortonem, Vincent van Gogh: Artist of his Time, Oxford, Phaidon Press, 1978; wydanie amerykańskie E. P. Dutton ISBN 0-7148-1883-6, kolejne wydanie Orton & Pollock 1996, s. 3–51
- wspólnie z Fredem Ortonem, Les Données Bretonnantes: La Prairie de Représentation, w: „Art History” III/3, 1980, s. 314–344. Reprinted in: Orton & Pollock 1996, s. 53–88
- Mary Cassatt, London: Jupiter Books, 1980
- Artists mythologies and media genius, madness and art history, w: „Screen” XXI/3, 1980, s. 57–96
- Vincent van Gogh in zijn Hollandse jaren: Kijk op stad en land door Van Gogh en zijn tijdgenoten 1870–1890, katalog wystawy,  Amsterdam, Rijksmuseum Vincent van Gogh, 1980/1981
- Griselda Pollock i Rozsika Parker, Old Mistresses; Women, Art and Ideology, London, Routledge & Kegan, 1981. Reissued by I.B. Tauris in 2013
- wspólnie z Fredem Ortonem, Cloisonism?, w: „Art History” V/3, 1982, s. 341–348, kolejne wydanie Orton & Pollock, 1996, s. 115–124
- The Journals of Marie Bashkirtseff, London: Virago, 1985
- Griselda Pollock i Rozsika Parker, Framing Feminism: Art & the Women’ s Movement 1970–85, 1987
- Vision and Difference: [Femininity, Feminism, and Histories of Art], London, Routledge, New York, Methuen, 1987
- Inscriptions in the Feminine, red. Catherine de Zegher, Inside the Visible. MIT, 1996, s. 67–87
- Agency and the Avant-Garde: Studies in Authorship and History by Way of Van Gogh, w: „Block” 1989/15, s. 5–15, kolejne wydanie Orton & Pollock 1996, s. 315–342
- Oeuvres Autistes, w: „Versus 3”, 1994, s. 14–18
- Griselda Pollock i Richard Kendall (redakcja), Dealing with Degas: Representations of Women and the Politics of Vision, London: Pandora Books, 1992 (obecnie Rivers Oram Press)
- Avant-Garde Gambits: Gender and the Colour of Art History, London, Thames and Hudson, 1993
- Griselda Pollock (redakcja), Generations and Geographies: Critical Theories and Critical Practices in Feminism and the Visual Arts, Routledge, 1996, ISBN 0-415-14128-1
- wspólnie z Fredem Ortonem, Avant-Gardes and Partisans Reviewed, Manchester University Press, 1996, ISBN 0-7190-4398-0
- The Ambivalence of Pleasure, Getty Art History Oral Documentation Project, wywiad z Richard Cándida Smith, Getty Research Institute, 1997
- Mary Cassatt Painter of Modern Women, London, Thames & Hudson, „World of Art”, 1998.
- Griselda Pollock i Richard Thomson (redakcja), On not seeing Provence: Van Gogh and the landscape of consolation, 1888–1889, w: Framing France: The representation of landscape in France, 1870–1914, Manchester University Press, 1998, s. 81–118, ISBN 0-7190-4935-0
- Aesthetics. Politics. Ethics Julia Kristeva 1966–96, Special Issue Guest Edited parallax, no. 8, 1998
- Differencing the Canon: Feminism and the Histories of Art, London, Routledge, 1999
- Looking Back to the Future: Essays by Griselda Pollock from the 1990s, New York, G&B New Arts, wstęp Penny Florence, 2000, ISBN 90-5701-132-8
- Griselda Pollock i Valerie Mainz (redakcja), Work and the Image, 2 vols. London, Ashgate Press, 2000
- Vision and Difference: Feminism, Femininity and the Histories of Art (część 1: Feminist interventions in the histories of art: an introduction, część 3: Modernity and the spaces of femininity), Routledge Classics, 2003
- Griselda Pollock (redakcja), Psychoanalysis and the Image, Boston i Oxford, Blackwell, 2006, ISBN 1-4051-3461-5
- Griselda Pollock i Vanessa Corby (redakcja), A Very Long Engagement: Singularity and Difference in the Critical Writing on Eva Hesse, Encountering Eva Hesse, London i Munich, Prestel, 2006.
- Griselda Pollock i Joyce Zemans (redakcja), Museums after Modernism, Boston, Blackwells, 2007
- Encounters in the Virtual Feminist Museum Time, Space and the Archive, London, Routledge, 2007, ISBN 978-0-415-41374-9
- Griselda Pollock i Victoria Turvey-Sauron (redakcja), The Sacred and the Feminine, London, I.B. Tauris, 2008
- Griselda Pollock i Antony Bryant (redakcja), Digital and Other Virtualities: Renegotiating the Image, London, I.B. Tauris, 2010, ISBN 978-1845115685[3]
- After-effects/After-images: Trauma and aesthetic transformation in the Virtual Feminist Museum, Manchester, Manchester University Press, 2013, ISBN 978-0-7190-8798-1[4]
- Charlotte Salomon and the Theatre of Memory, Yale University Press, 2018, ISBN 978-0300100723[5]
- Griselda Pollock (redakcja i wstęp), Bracha L. Ettinger (autor), Matrixial Subjectivity, Aesthetics and Ethics, vol. 1, 1990–2000, Palgrave MacMillan, 2020, ISBN 978-1-137-34515-8[6]